# Epidemiologia dell'epatite D

Prevalenza mondiale di HDV tra i vettori HBV nel 2015. Otto genotipi sono stati identificati in tutto il mondo mediante analisi filogenetiche comparative. Il genotipo 1 è il più frequente e ha patogenicità variabile, i genotipi 2 e 4 si trovano nell'Asia orientale causando una malattia relativamente lieve. Il genotipo 3 si trova in Sud America in associazione con epatite grave. I genotipi 5, 6, 7, 8 sono stati trovati solo in Africa.

L'epatite D si verifica in tutto il mondo. Sebbene le cifre siano state contestate, una recente revisione sistematica suggerisce che potrebbero essere infettati fino a 60 milioni di individui.
Le principali vittime sono i portatori di epatite B, che vengono superinfettati dall'HDV, tra questi i consumatori di droghe per via endovenosa rappresentano il gruppo a più alto rischio. Il virus dell'epatite D (HDV) colpisce globalmente quasi il 5% delle persone che hanno un'infezione cronica da virus dell'epatite B (HBV).
L'infezione da HDV è riconosciuta nel momento in cui si dal ritrova l'anticorpo omologo (anti-HD) nel siero. I test per il genoma virale (HDV-RNA) sono limitati. Nel 2013, l'Organizzazione Mondiale della Sanità ha sviluppato il primo standard internazionale diagnostico per l'HDV-RNA con saggi basati sull'amplificazione degli acidi nucleici.
L'infezione da HBV sottostante, necessaria per supportare l'HDV, è fondamentale per determinare l'esito dell'epatite D.
Nella coinfezione simultanea con l'HBV, l'HDV viene condiviso dal partner HBV il mantello HBsAg; nelle superinfezioni dei portatori di HBsAg, viene invece condiviso dall'HBV straniero il vettore che fornisce il rivestimento HBsAg per l'assemblaggio del virione HD.
Nelle superinfezioni, l'infezione cronica da HBV e lo stato di portatore HBsAg sostengono indefinitamente la replicazione dell'HDV, con conseguente risposta anti-HD persistente che può essere rilevata in qualsiasi campione di sangue casuale nel tempo; pertanto, i vettori dell'HBsAg sono l'unica fonte affidabile di informazioni epidemiologiche.
Tuttavia, le infezioni da HDV sono altamente patogene e inducono lo sviluppo della cirrosi epatica in circa il 70% dei casi entro cinque-dieci anni, con il rischio di cirrosi triplicata nei pazienti con coinfezione da HDV-HBV rispetto ai pazienti con infezione da HBV.
Poiché la probabilità di trovare anti-HD in tutto lo spettro clinico dei disturbi del fegato da HBV aumenta parallelamente alla gravità della malattia del fegato, i pazienti con malattia epatica avanzata da HBV sono la categoria più adatta di portatori di HBV per determinare l'epidemiologia e l'impatto nella salute reale dell'HDV. 

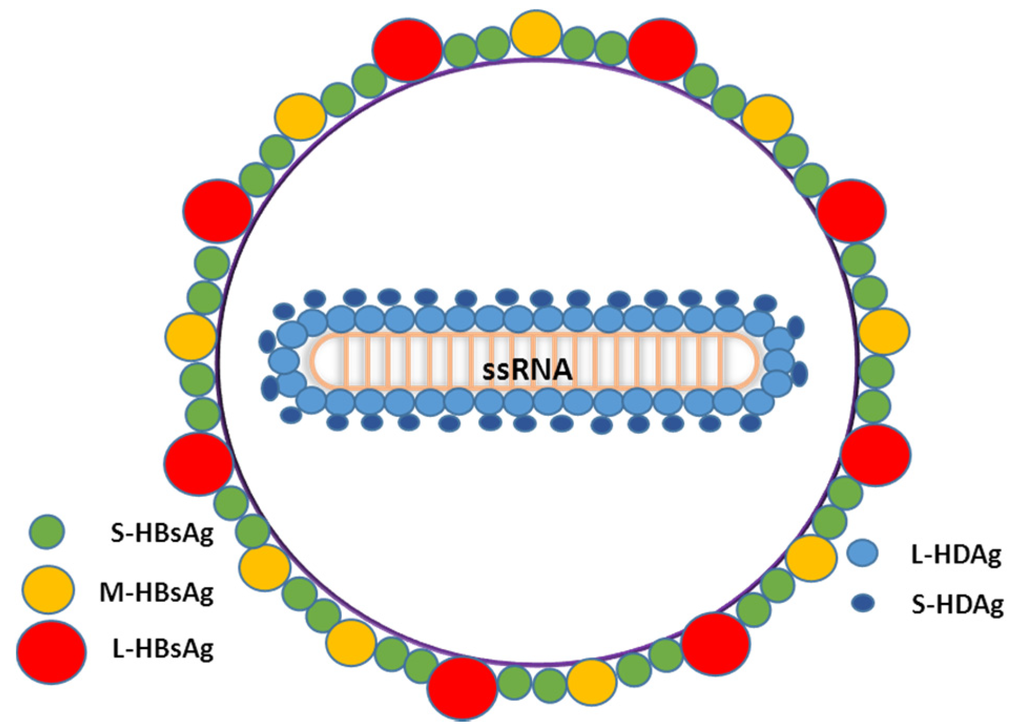
rappresentazione schematica del virione dell'epatite D

## Geografia
Le aree a bassa endemicità per HDV sono il Nord America, il Nord Europa e l'Australia, dove la l'infezione è praticamente limitata ai tossicodipendenti endovenosi e agli immigrati provenienti da aree infette.
Le aree ad alta endemicità rimangono nel bacino amazzonico e nelle regioni a basso reddito dell'Asia e dell'Africa. Inoltre, focolai di epatite fulminante D sono stati segnalati in passato nell'Amazzonia brasiliana e peruviana, nella Repubblica centrafricana, nelle colline dell'Himalaya e dopo l'anno 2000, a Samara (Russia), in Groenlandia e in Mongolia.
Per controllare l'infezione da HBV, l'implementazione della vaccinazione contro l'epatite B nel mondo industrializzato ha portato a una marcata riduzione dell'HDV. In particolare nell'Europa meridionale e a Taiwan. In Italia, l'HDV è diminuito tra i disturbi epatici da HBV dal 24,6% nel 1983 all'8% nel 1997. La prevalenza residua di epatite cronica D nelle malattie epatiche da HBV nell'Europa occidentale è, dal 2010, tra il 4,5% e il 10%, con gli immigrati provenienti da aree endemiche di HDV che rappresentano la maggior parte dei casi.
Il rischio di HDV non è cambiato in modo significativo negli ultimi anni nei paesi del mondo in cui l'HBV rimane incontrollato. In Asia fino al 2015, le più alte prevalenze di malattia epatica cronica da HDV sono state riportate in Pakistan, Iran, Tagikistan e Mongolia; uno studio del 2019 ha dimostrato che in Uzbekistan oltre l'80% dei casi di cirrosi da HBsAg sono associati all'infezione da HDV. Da informazioni parziali e sporadiche la prevalenza in Cina,  India e Indonesia sembra essere bassa.
In molti paesi dell'Africa, il ruolo dell'epatite D è sconosciuta per la mancanza di test effettuati. I più alti tassi di infezione da HDV sono stati riportati nell'Africa sub-sahariana, con la scoperta di anticorpi anti-HD in oltre il 30% e il 50% della popolazione generale di HBsAg in Gabon e Camerun, rispettivamente, e in oltre 50 % dei cirrotici HBsAg nella Repubblica centrafricana (Figura 1). Sono stati riportati tassi di anticorpi inferiori ma coerenti (dal 20% al 43%, con una media del 24%) nella malattia epatica da HBsAg in Tunisia, Mauritania, Senegal, Nigeria, Somalia e Alto Egitto. Sono state riportate basse prevalenze del 2,5% e del 12,7% nei portatori della malattia da HBV in Libia ed Etiopia.
Una bassa prevalenza dallo 0 all'8% è stata segnalata anche da Marocco, Algeria, Burkina-Faso, Benin, Mali, Sudan, Sudafrica e Mozambico; tuttavia, il dato è ricavato dai portatori di HBsAg asintomatici a basso rischio di HDV, dati raccolti presso le banche del sangue e nelle cliniche in ostetriche.